# Tsiroanomandidy
Tsiroanomandidy, grad u središtu Madagaskara s 25 391 stanovnikom, upravno središte Regije Bongolave i Distrikta Tsiroanomandidyja u Provinciji Antananarivo.
Tsiroanomandidi na malgaškom znači gdje vlada samo jedan.

## Povijest
Kraj Tsiroanomandidyja je merinski kralj Radama I. godine 1822. pobijedio vojsku sakalavskog kralja Ramitrahe iz Menabea. Tsiroanomandidy se počeo oblikovati kao grad u doba francuske kolonijalne uprave, kad su u mjesto došli živjeti prvi Francuzi početkom 20. stoljeća.
Najveće atrakcije grada su njegov stočni sajam koji je jedan od najvećih u zemlji i brojni rikše (pousse-pousse). Od vlati i korijena trave (Vetiveria zizanioides) koju mještani zovu viti-vier izrađuju se brojni suveniri koji se prodaju po cijelom gradu. Njemački grad Münsingen je grad-prijatelj i pomaže u mnogim razvojnim projektima ovo siromašno naselje. Znamenitost grada je katolička katedrala Gospe od zdravlja (Notre Dame du Bon Remède), koja se u cijelosti obnavlja i dograđuje od 2001. godine. Od 1958. Tsiroanomandidy je središte istoimene biskupije.

## Geografska i klimatska obilježja
Tsiroanomandidy leži u kotlini okružen planinama u prilično neplodnom i golom kraju koji sliči na površinu Mjeseca, pa je glavna gospodarska djelatnost stočarstvo. Grad je udaljen 120 km od glavnog grada Antananariva i oko 380 km od Mozambičkog kanala i luke Maintirano. Klima je vruća i suha tropska s prosječnom dnevnom temperaturom od preko 30°C.

## Gospodarstvo i promet
Kroz grad prolazi državna magistrala br. 1 preko koje je povezan s Antananarivom, ali koji još uvijek nije dovršen do luke Maintirano (nedostaju mostovi preko kanjona) na obali Mozambičkog kanala. Posjeduje i malu zračnu luku (IATA: WTS ICAO: FMMX) iz koje nema redovnih linija, već se leti jedino po narudžbi. Tsiroanomandidy je trgovačko središte stočarskog kraja u kojem se najviše nomadski uzgajaju goveda zebu. U okolini se nalazi Rezervat prirode Ambohijanahari, udaljen oko 136 km u pravcu sjeverozapada.

## Vanjske poveznice
- Localités Fénérive Est